# رواه الجماعة
رواه الجماعة هو مصطلح يستخدم في كتب الحديث النبوي للإشارة إلى أن الحديث رواه أصحاب الكتب الستة البخاري ومسلم في الصحيحين والترمذي والنسائي وابن ماجه وأبي داود في سننهم، بالإضافة إلى أحمد بن حنبل في مسنده.